# 홋쇼지촌
홋쇼지촌(法勝寺村)은 돗토리현 아이미군·사이하쿠군에 있던 촌이다. 현재의 난부정의 일부에 해당한다.

## 역사
- 1889년 10월 1일 - 정촌제 시행에 의해 아이미군 홋쇼지촌이 성립하였다.
- 1896년 4월 1일 - 군의 통합에 의해 사이하쿠군에 소속되었다.
- 1955년 3월 30일 - 나카하마촌, 오쿠니촌, 아마쓰촌, 가미나가타촌, 히가시나가타촌과 합병해 사이하쿠정이 신설하여 폐지되었다.

## 참고문헌
- 角川日本地名大辞典 31 鳥取県
- 『市町村名変遷辞典』東京堂出版、1990年。